# Scott Frandsen
Scott Frandsen (ur. 21 lipca 1980 w Kelowna) – kanadyjski wioślarz, srebrny medalista w wioślarskiej dwójce bez sternika podczas Letnich Igrzysk Olimpijskich w Pekinie.

## Osiągnięcia
- Mistrzostwa Świata – Sewilla 2002 – dwójka bez sternika – 7. miejsce[1].
- Mistrzostwa Świata – Mediolan 2003 – dwójka bez sternika – 6. miejsce[1].
- Igrzyska Olimpijskie – Ateny 2004 – ósemka – 5. miejsce[1].
- Mistrzostwa Świata – Gifu 2005 – ósemka – 7. miejsce[1].
- Mistrzostwa Świata – Eton 2006 – czwórka bez sternika – 8. miejsce[1].
- Mistrzostwa Świata – Monachium 2007 – czwórka bez sternika – 14. miejsce[1].
- Igrzyska Olimpijskie – Pekin 2008 – dwójka bez sternika – 2. miejsce[1].